# 5D/Brorsen
5D/Brorsen (también conocido como Cometa Brorsen) es un cometa descubierto el 26 de febrero de 1846, por el astrónomo danés Theodor Brorsen. 
El perihelio de 5D/Brorsen fue el 25 de febrero, justo un día antes de su descubrimiento, y mantuvo la aproximación a la Tierra después de eso, lo más cercano que pasò a la Tierra fue el 27 de marzo (a una distancia de 0,52 unidades astronómicas). Como resultado de este encuentro cercano a la Tierra el diámetro de la cola del cometa aumentó. Johann Friedrich Julius Schmidt hizo una estimación de 3 a 4 minutos de arco en el 9 de marzo, y 8 a 10 minutos de arco en el 22 del mismo mes. Visto por última vez el 22 de abril, que estaba estacionado cerca de 20 grados desde el polo norte] celestes. Al final de esta primera aparición fue identificado el periodo orbital de 5.5 años.
El período de 5,5 años del cometa significaría que las apariciones se alternarían entre años buenos y malos. Como era de esperar, el cometa se perdió en su aparición 1851, cuando el cometa sólo se han acercado hasta 1,5 UA a la tierra. 
La órbita del cometa era todavía relativamente incierta, agravado por el hecho de que se había acercado a Júpiter en 1854. En 1857, Karl Christian Bruhns encontró un cometa el 18 de marzo de dicho año. Pronto se calculó una órbita, y se constató que era 5D/Brorsen, a pesar de las predicciones fueron con una diferencia de tres meses. El cometa fue seguido hasta junio de 1857. 
El cometa se perdió en 1862, y la recuperación sería en 1868. Un acercamiento a Júpiter acortó el período suficiente para que el cometa fuera visible en 1873. Una aparición muy favorable tuvo en 1879, que permitió que el cometa tuviera el mayor tiempo observación hasta la fecha (cuatro meses). El cometa se perdió en 1884, debido a las circunstancias de observación, pero se perdió también en 1890, cuando correspondía una aparición favorable. La siguiente aparición favorable ocurrió en 1901, pero en las búsquedas no pudo localizar el cometa. 
Una búsqueda seria se realizó por Brian Marsden, que creyó que el cometa se había desvanecido de la existencia, pero calculó que la órbita de un 1973 sería de muy favorable aparición. Observadores japoneses realizaron una búsqueda intensiva del cometa, pero nada apareció. El cometa está actualmente considerado perdido (ver Cometa extinto)